# Hevrøy
Hevrøy est une île norvégienne dans le comté de Hordaland. Elle appartient administrativement à Austevoll.

## Géographie
Rocheuse et couvert d'une légère végétation, elle s'étend sur environ 809 m de longueur pour une largeur approximative de 487 m. Elle compte une trentaine d'habitations et un quai. 